# Tiarps socken
Tiarps socken i Västergötland ingick i Vartofta härad, ingår sedan 1974 i Falköpings kommun och motsvarar från 2016 Tiarps distrikt.
Socknens areal är 20,56 kvadratkilometer varav 20,42 land. År 2000 fanns här 119 invånare.  Kyrkbyn Tiarp med sockenkyrkan Tiarps kyrka ligger i socknen.

## Administrativ historik
Socknen har medeltida ursprung. Socknen införlivade under 1700-talet Flittorps socken.
Vid kommunreformen 1862 övergick socknens ansvar för de kyrkliga frågorna till Tiarps församling och för de borgerliga frågorna bildades Tiarps landskommun. Landskommunen uppgick 1952 i Vartofta landskommun som 1974 uppgick i Falköpings kommun. Församlingen uppgick 2010 i Åslebygdens församling.
.
1 januari 2016 inrättades distriktet Tiarp, med samma omfattning som församlingen hade 1999/2000.  
Socknen har tillhört län, fögderier, tingslag och domsagor enligt vad som beskrivs i artikeln Vartofta härad. De indelta soldaterna tillhörde Skaraborgs regemente, Livkompaniet och Västgöta regemente, Gudhems kompani.

## Geografi
Tiarps socken ligger öster om Falköping med  Varvsberget i öster Plantaberget i nordost. Socknen en odlingsbygd på Falbygden och skogsbygd i öster.

## Fornlämningar
Boplatser, tre gånggrifter och fem hällkistor från stenåldern är funna. Från brons- och järnåldern finns finns spridda gravar och stensättningar.

## Namnet
Namnet skrevs 1397 Tidhethorp och kommer från kyrkbyn. Efterleden innehåller torp, 'nybygge'. Förleden innehåller mansnamnet Tidhe.